# Queen Forever
Queen Forever é uma compilação da banda de rock inglesa Queen, lançada em novembro de 2014. Tinha sido anunciado por algum tempo e traz algumas faixas que a banda "tinha esquecido" com vocais de Freddie Mercury, além de outras canções já lançadas pelo grupo. O baixista John Deacon também está nas faixas.
O baterista Roger Taylor falou sobre o álbum em Dezembro de 2013, dizendo que ele e o guitarrista Brian May estavam "reunindo... terminar no ano novo o que já temos e então iremos fazer um álbum". May anunciou que seria um álbum de compilação durante entrevista para a rádio BBC em 23 de Maio de 2014 no Hay Festival. Este é o primeiro álbum que contém material inédito de Mercury (que faleceu em 1991) e Deacon (que se aposentou da indústria musical em 1997) desde o álbum Made in Heaven de 1995. O álbum foi lançado pela gravadora Hollywood Records em 10 de Novembro de 2014.

## Material
Brian May disse que a maioria do material "veio dos anos 80 quando estávamos em plena forma. É um pouco emocional. São as grandes baladas e um som épico". Ele também disse que esse álbum é similar ao Made in Heaven. May disse anteriormente que o álbum pode acabar sendo uma mistura de material já existente e novo material contendo pelo menos três músicas inéditas (depois dizendo que possivelmente até cinco). O material foi desenvolvido por May com tecnologia moderna.
Adam Lambert disse no início da Queen + Adam Lambert turnê América do Norte 2014 que "Love Kills", uma música solo de Freddie Mercury originalmente planejada para o álbum do Queen The Works, foi retrabalhada pela banda e será incluída no álbum. Recentemente se soube que todos os quatro membros do Queen aparecem no original dessa faixa. A música retrabalhada foi arranjada como uma balada para guitarra por Brian May. May toca tanto guitarra como baixo nessa música. John Deacon também recebe os créditos nesse retrabalho por ter tocado guitarra base nas fitas originais. Em um podcast de Agosto de 2014 com Eddie Trunk, May também confirmou que outro outtake de The Works, "Let Me in Your Heart Again", gravado em Los Angeles em 1983, seria também incluído no novo álbum. A música foi previamente gravada e lançada por Anita Dobson, esposa de May, no seu álbum Talking of Love em 1988, com May na guitarra. A versão do Queen está confirmada com todos os quatro membros da banda. Em uma entrevista a respeito do fim da turnê América do Norte do Queen, May também disse que as duas novas músicas seriam lançadas justamente com duas faixas gravadas com Michael Jackson (mas não especificou quais). Depois se soube que somente uma das duas músicas gravadas com Michael Jackson, "There Must Be More To Life Than This", seria lançada. A faixa produzida e mixada por William Orbit contém a faixa de apoio original de 1981 gravada durante as sessões de "Hot Space" por Queen com John Deacon no baixo. May descreveu as músicas remanescentes do álbum Forever como "incomum" e originário dos álbuns de estúdio existentes.
O álbum contém três novas faixas assim como uma seleção de músicas que May e Taylor descreveram como uma demonstração do desenvolvimento musical da banda, do que simplesmente sendo os seus 'maiores sucessos'.

## Faixas
| N.º            | Título                                                                             | Compositor(es)                      | Duração |  |
| 1.             | "Let me In Your Heart Again" (do álbum de Anita Dobson, Talking of Love, 1988)     | Brian May                           | 4:31    |  |
| 2.             | "Love Kills" (da trilha sonora de Metrópolis, 1984)                                | Freddie Mercury/Giorgio Moroder     | 4:12    |  |
| 3.             | "There Must Be More to Life Than This" (com Michael Jackson, de Mr. Bad Guy, 1985) | Mercury                             | 3:20    |  |
| 4.             | "It's a Hard Life" (de The Works, 1984)                                            | Mercury                             | 4:06    |  |
| 5.             | "You're My Best Friend" (de A Night at the Opera, 1975)                            | John Deacon                         | 2:52    |  |
| 6.             | "Love of My Life" (de A Night at the Opera, 1975)                                  | Mercury                             | 3:33    |  |
| 7.             | "Drowse" (de A Day at the Races, 1976)                                             | Roger Taylor                        | 3:38    |  |
| 8.             | "Long Away" (de A Day at the Races, 1976)                                          | May                                 | 3:32    |  |
| 9.             | "Lily of the Valley" (de Sheer Heart Attack, 1974)                                 | Mercury                             | 1:39    |  |
| 10.            | "Don't Try So Hard" (de Innuendo, 1991)                                            | Queen (Mercury)                     | 3:39    |  |
| 11.            | "Bijou" (de Innuendo, 1991)                                                        | Queen (Mercury/May)                 | 3:36    |  |
| 12.            | "These Are the Days of Our Lives" (de Innuendo, 1991)                              | Queen (Taylor)                      | 4:14    |  |
| 13.            | "Las Palabras de Amor (The Words of Love)" (de Hot Space, 1982)                    | May                                 | 4:31    |  |
| 14.            | "Who Wants to Live Forever" (de A Kind of Magic, 1986)                             | Brian May                           | 5:15    |  |
| 15.            | "A Winter's Tale" (de Made in Heaven, 1995)                                        | Queen (Mercury)                     | 3:48    |  |
| 16.            | "Play the Game" (de The Game, 1980)                                                | Mercury                             | 3:14    |  |
| 17.            | "Save Me" (de The Game, 1980)                                                      | May                                 | 3:46    |  |
| 18.            | "Somebody to Love" (de A Day at the Races, 1976)                                   | Mercury                             | 4:52    |  |
| 19.            | "Too Much Love Will Kill You" (de Made in Heaven, 1995)                            | May, Frank Musker, Elizabeth Lamers | 4:19    |  |
| 20.            | "Crazy Little Thing Called Love" (de The Game, 1980)                               | Mercury                             | 2:43    |  |
| Duração total: | Duração total:                                                                     | Duração total:                      | 75:03   |  |

## Ficha técnica
- Brian May - guitarra e vocal
- Freddie Mercury - vocal e piano
- John Deacon - baixo
- Roger Taylor - bateria e vocal